# KVT-Fastening

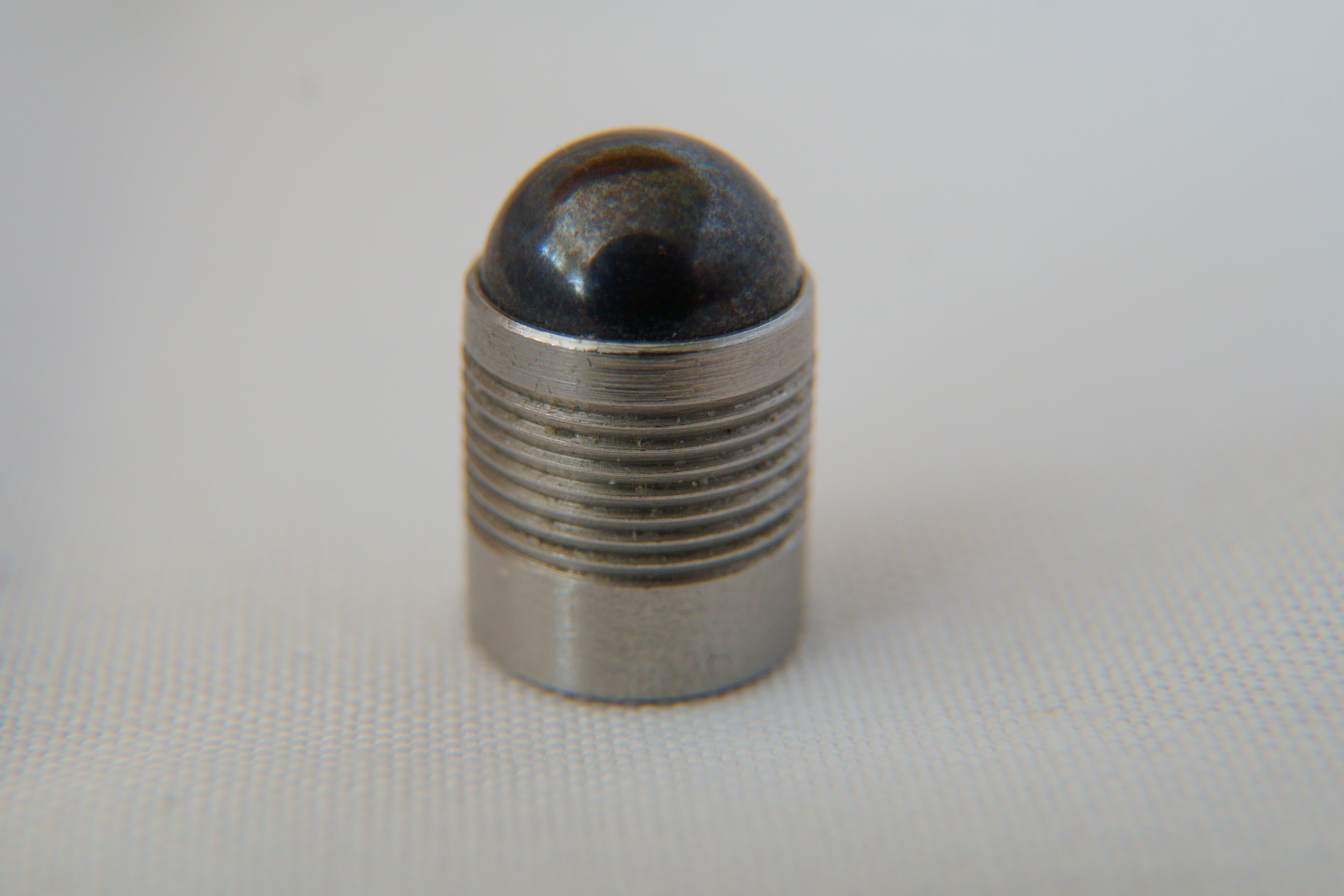
Koenig-Expander 10 mm. Ein Produkt zur druckfesten Abdichtung von Bohrlöchern.

Die KVT-Fastening (bis 2010 Koenig Verbindungstechnik AG) ist ein europaweiter Großhändler und Engineeringunternehmen in der Verbindungs- und Befestigungstechnik. Seit 1. Dezember 2012 ist KVT-Fastening Teil der Bossard Gruppe und operiert eigenständig von den Hauptlogistikzentren in Dietikon (CH), Illerrieden (D) und Asten (A). Die Tätigkeit konzentriert sich auf die D-A-CH-Region sowie CEE-Länder.

## Geschichte
1927 gründete der Ingenieur Max Koenig ein Leichtbauunternehmen in Zürich. Das Unternehmen konzentrierte sich zunächst auf Blech. 1950 wurde die Produktion um Blindniete und Verbindungselemente erweitert und der Hauptsitz nach Dietikon verlegt. 1963 erfolgte die Umwandlung des Einzelunternehmens in die Dr. Ing. Koenig AG.
1970 erfolgte der Einstieg in das Dichtungsgeschäft. 1973 war die Gründung der Niederlassung in Illerrieden bei Ulm, Deutschland. Ein Jahr später begann die Entwicklung und Produktion des Koenig-Expander. 1985 war die Umfirmierung zu Koenig Verbindungstechnik AG.
Aus dieser Namensgebung stammt die heute noch verwendete Abkürzung KVT.
1992 kam es zur Übernahme des österreichischen Unternehmens mbb und Gründung der Niederlassung in Asten bei Linz. 2000 wurde ein Standort in Gdańsk/Polen eröffnet.
2005 entstand eine Zweigstelle in Brno/Tschechien. In den Jahren 2007–2008 erfolgte die Akquisition von Sherex Industries und Famington Engineering in Amerika, womit die KVT Koenig, LLC gegründet wurden. 2010 entstanden Standorte in Ljubljana/Slowenien, Bucarest/Rumänien, Bratislava/Slowakei und Budapest/Ungarn. Im selben Jahre kam es zu einer Zusammenfassung aller Niederlassungen zur KVT Solutioneering Group. 2011 erfolgte eine Expansion nach Brasilien und China. 2012 übernahm die BossardGruppe den Bereich Verbindungstechnologie von der KVT Solutioneering Group.
2013 waren 255 Mitarbeiter beschäftigt. KVT-Fastening handelt mit ca. 70.000 Produkten – von Einpressbolzen über Arretierungen bis zu Blindnietmuttern und den dazugehörigen Montagegeräten. Neben der Eigenmarke Fasteks werden Produkte von 3M, Araldite, Avdel, Avibank, BBA, Bighead, Camloc, Cherry, Filtec, Huck, Keenserts, Kömmerling, Koenig Expander, LISI Automotive, Loctite, Minibooster, Pem, Pop, Scapa, Southco, Tappex, Tubtara und Weh vertrieben.
Die Engineering-Tätigkeit umfasst unterschiedliche Branchen wie Automotive, Bau, Elektrotechnik, Energietechnik, Feinmechanik, Hydraulik & Industrie, Luft- und Raumfahrt, Maschinenbau, Medizintechnik, Transport, Off-Shore und Marine.
Am  1. November 2021 wurde KVT-Fastening Schweiz am Standort Dietikon in den Mutterkonzern Bossard Schweiz mit Sitz in Zug integriert.
Am  1. März 2022 fusionierten die deutsche KVT-Fastening GmbH, die Firma BRUMA Schraub- und Drehtechnik mit dem Standort Velbert sowie die Bossard Deutschland GmbH zur Bossard Deutschland GmbH.